# Oberes Wesertal
Als oberes Wesertal werden die Talungen der Weser auf ihren ersten 198 Kilometern durchs Weserbergland von ihrem Ursprung in Hann. Münden bis zum Austritt aus der Mittelgebirgsschwelle am Weserdurchbruch Porta Westfalica, unmittelbar oberhalb Mindens, bezeichnet. Es liegt in den deutschen Bundesländern Niedersachsen, Hessen und Nordrhein-Westfalen.

## Geographie

### Verlauf
Das obere Wesertal beginnt bei Hann. Münden, wo Werra und Fulda zur Weser zusammenfließen und verläuft mit der Oberweser in nördlicher Richtung durch das Weserbergland bis Bodenwerder, dann weiter in nordwestlicher Richtung, südlich des Süntel und des Wesergebirges, und endet schließlich an der Porta Westfalica, wo die Weser zwischen Wiehengebirge und Wesergebirge hindurch in die Norddeutsche Tiefebene eintritt. Im Süden streift das obere Wesertal den Naturpark Solling-Vogler und im Norden durchquert es den Naturpark Weserbergland Schaumburg-Hameln.
Nördlich an das obere Wesertal schließt sich das mittlere Wesertal mit der Mittelweserregion an.

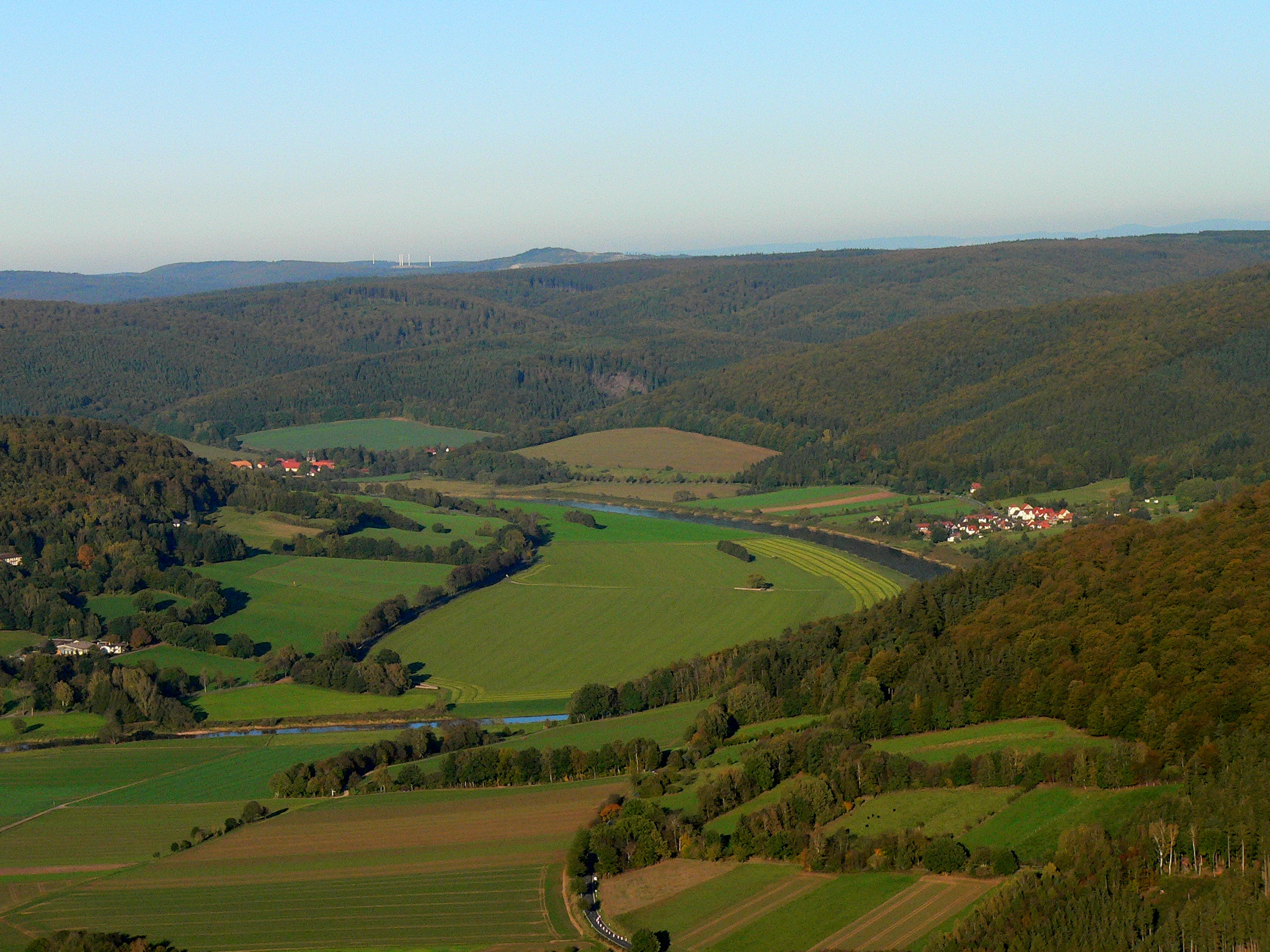
Weserschleife zwischen Reinhardshagen und Kloster Bursfelde

### Talabschnitte nach naturräumlichen Kriterien
Das Handbuch der naturräumlichen Gliederung Deutschlands ordnete dem oberen Wesertal vier verschiedenen naturräumlichen Haupteinheiten der Großregion 3. Ordnung des Niedersächsischen Berglandes zu, wobei drei davon nur aus der jeweiligen Talung der Werra bestehen, z. T. inklusive randlicher Terrassenhänge, und eine das Tal der Werra nur zu einer von diversen Teileinheiten hat. In den verfeinernden Einzelblättern 1:200.000 (chronologisch und damit weseraufwärts geordnet) 85 Minden (1959), 86 Hannover (1962), 99 Göttingen (1963) und 112 Kassel (1969) wurden dann einzelne Talabschnitte als Naturräume definiert.
Folgendermaßen gliedert sich das Wesertal flussabwärts:
- (zu 370 Solling, Bramwald und Reinhardswald)
  - 370.3 Weserdurchbruchstal[2][3] (Weser-km 0–47)[4]
    - → von Hann. Münden bis knapp unterhalb der Mündung der Diemel in Karlshafen
- 367 Holzmindener Wesertal[2] (Weser-km 47–87,3)[4]
  - 367.0 Weseraue und Weserterrassen (Weser-km 47–87,3)[4]
    - → von Würgassen über Beverungen, die Mündung der Nethe, Höxter und Holzminden bis zum Westschwenk nordwestlich Beverns
- 368 Weserengtal von Bodenwerder (Weser-km 87,3–127,2 bzw. 87,3–121,5[5])[4]
  - 368.1 Bodenwerder Tal[2] (Weser-km 87,3–116,6)[4]
    - → von oberhalb Heinsens über Bodenwerder (Mündung der Lenne) bis Hehlen

  - 368.0 Kirchohsener Talung[2][6] (Weser-km 116,6–127,2)[4]
    - → von Hehlen bis Kirchohsen
- 366 Rinteln-Hamelner Weserland
  - 366.0 Rinteln-Hamelner Wesertal (Weser-km 127,2–198 bzw. 121,5–198)[4]
    - 366.03 Hamelner Talweitung[7][6] (Weser-km 127,2–139,6 bzw. 121,5–139,6)[4]
      - → von der Mündung der Emmer in Kirchohsen über Hameln (Mündung von Hamel und Humme) bis zum Stadtteil Wehrbergen

    - 366.02 Rintelner Talweitung[7] (Weser-km 139,6–177,7)[4]
      - → von Wehrbergen über Hessisch Oldendorf und Rinteln bis Erder

    - 366.01 Vlothoer Weserdurchbruch[7] (Weser-km 177,7–187,7)[4]
      - → von Erder über Vlotho nebst Uffeln bis Holtrup

    - 366.00 Rehmer Talweitung[7] (Weser-km 187,7–198)[4]
      - → von der Überquerung der A 2 unterhalb Holtrups über die Mündung der Werre in Rehme (Bad Oeynhausen) bis zum Weserdurchbruch Porta Westfalica unterhalb Hausberges (Stadt Porta Westfalica)

  - 366.1 Südliches Wesergebirgsvorland – rechte Randterrassen, ab 366.02
    - 366.11 Steinbergener Lößhang[7]
    - 366.10 Hausberger Hügel- und Bergland[7]

#### Geologische Grundlagen der naturräumlichen Gliederung
Das in Hann. Münden per Zusammenfluss von Fulda und Werra beginnende Durchbruchstal (370.3) durch den mittleren Buntsandstein der Haupteinheit Solling, Bramwald und Reinhardswald (370) trennt den links der Weser gelegenen Reinhardswald von Bramwald (370.5) und Solling (370.0) rechts des Flusses.
Das sich anschließende, quartäre Holzmindener Wesertal (367) um Höxter und Holzminden trennt den Muschelkalk des Oberwälder Landes (361) links vom Solling und der Buntsandsteinumrahmung (oberer) des primär ebenfalls aus Muschelkalk aufgebauten Burgbergs (Südhälfte von 371.01).
Am sich anschließenden Bodenwerder Tal (368.1) treten an der Westschleife bei Polle für kurz linksseitig erstmals die Jura- und Keuperlandschaften des Lipper Berglandes (364) ans Tal, bis der Fluss in der Nordwestschleife bei Dölme den Muschelkalk zwischen der Ottensteiner Hochfläche (365.2, links), Ostteil des Pyrmonter Berglandes (365), und der Südwestabdachung (Norden von 371.01) des Voglers durchbricht. Am Vogler selber (371.00) trennt die Weser bei Bodenwerder wieder (dessen) mittleren Buntsandstein vom Muschelkalk links des Flusses.
Sieht man von der Schleife bei Dölme und dem Verlauf am Rand des Voglers bei Bodenwerder ab, ist dieser Talabschnitt insgesamt in der Hauptsache der Durchbruch der Muschelkalkstufe; jedoch stehen, anders als beim Buntsandstein-Durchbruchstal, quartäre Gesteine über eine deutlich höhere Breite und mit nicht geringer Mächtigkeit an.
An der Kirchohsener Talung (368.0) wird linksseitig bei Hajen der Muschelkalk der Ottensteiner Hochfläche wieder durch den Keuper des Lipper Berglandes abgelöst, während rechts jenseits der Mündung der Lenne der Buntsandstein allmählich in den Muschelkalk des Esperder Berglandes (377.0) übergeht, der nur am der Weser abgewandten Nordosthang in Keuper übergeht; das flachwelligere Bergland ist durch eine quartäre Senke vom Jurakamm des dahinter liegenden Ith (377.10) getrennt.
Streng genommen ändert sich schon bei Grohnde der Charakter des Tals, da die Mächtigkeiten der Quartärgesteine deutlich steigt und die linksseitigen Hänge stark lössbedeckt sind, wie es der nachfolgenden Hamelner Talweitung entspricht; der Name „Kirchohsener“ wäre damit obsolet.
In der auf Blatt 86 Hannover in Kirchohsen, an der Mündung der Emmer, beginnenden Hamelner Talweitung (366.03) geht rechtsseitig auch das Esperder Bergland in Gesteine des Keuper über; nach der Mündung der Hamel in Hameln folgen die Fischbecker Berge (378.14), ebenfalls Keuper. Sie sind dem Jura des Südost-Süntel (378.13) vorgelagert. Linksseitig mündet in Hameln die Humme, jedoch bleiben die Keuperlandschaften des Lipper Berglandes dort einander ähnlich.
In der Rintelner Talweitung (366.02) fließt der Fluss parallel zum rechtsseitigen Jurakamm des Wesergebirges (378.10) nach Nordwesten, dessen Abdachung zur Weser, der Steinbergener Lößhang (366.11) lössbedeckt ist. Auch linksseitig, im Halvestorfer Hügelland (364.25) bei Hemeringen südlich von Hessisch Oldendorf und an den Krankenhagener Kuppen (364.20) bei Krankenhagen südlich von Rinteln finden sich Lössablagerungen und andere quartäre Gesteine auf den Randhöhen.
Bereits kurz unterhalb Rintelns geht rechtsseitig der Steinbergener Lößhang in das ebenfalls größtenteils quartär bedeckte, insgesamt deutlich kompaktere Hausberger Hügel- und Bergland (366.10) über. Im Vlothoer Weserdurchbruch (366.01) bei Vlotho durchbricht die Weser in einer ausgeprägten Südschleife den Keuper zwischen dessen Südwestflanke und dem linksseitigen Lipper Bergland.
Die Rhemer Talweitung (366.00) beginnt mit dem linksseitigen Zufließen der Werre in Rehme (Bad Oeynhausen). Links tritt das Ravensberger Hügelland mit Juragesteinen, die in großen Teilen lössbedeckt sind, heran, rechts wird weiter das Hausberger Hügel- und Bergland umflossen, bis die Weser schließlich die Jura-Schwelle aus Wiehen- (532/536, links) und Wesergebirge durchbricht und die Mittelgebirgsschwelle verlässt.

#### Haupteinheiten tabellarisch
Folgende naturräumlichen Haupteinheiten stehen sich, flussaufwärts von Nord nach Süd geordnet, an den Abschnitten des Wesertals jeweils unmittelbar gegenüber (klein und in Klammern je die dreistellige Kennziffer):
| Linke Nachbarhaupteinheit                                                        | Tal-Haupteinheit                          | Rechte Nachbarhaupteinheit                                     |
| -------------------------------------------------------------------------------- | ----------------------------------------- | -------------------------------------------------------------- |
| Östliches Wiehengebirge (532) Ravensberger Hügelland (531) Lipper Bergland (364) | Rinteln-Hamelner Weserland (366)          | Calenberger Bergland (378) Rinteln-Hamelner Weserland (366)    |
| Lipper Bergland (364) Pyrmonter Bergland (365) Oberwälder Land (361)             | Weserengtal von Bodenwerder (368)         | Alfelder Bergland (377) Sollingvorland (371)                   |
| Oberwälder Land (361)                                                            | Holzmindener Wesertal (367)               | Sollingvorland (371) Solling, Bramwald und Reinhardswald (370) |
| Westhessische Senke (343) Solling, Bramwald und Reinhardswald (370)              | Solling, Bramwald und Reinhardswald (370) | Solling, Bramwald und Reinhardswald (370)                      |

#### Naturräume tabellarisch
In der folgenden Tabelle sind alle unmittelbar sich ans Wesertal anschließenden Naturräume nebst Nummer (klein und in Klammern) flussaufwärts, von Nord nach Süd, geordnet, gelistet – zur Übersetzung der jeweiligen dreistelligen Zahl vor dem Punkt in die betreffende Haupteinheit siehe den vorherigen Unterabschnitt:
| Linker Nachbarnaturraum                                                                          | Talabschnitt                                     | Rechter Nachbarnaturraum                                                                 |
| ------------------------------------------------------------------------------------------------ | ------------------------------------------------ | ---------------------------------------------------------------------------------------- |
| Bergkirchener Eggen (532.3) Quernheimer Hügelland (531.01) Werre-Niederung (531.11)              | Rehmer Talweitung (366.00)                       | Wesergebirge (378.10) Hausberger Hügel- und Bergland (nach Hausberge; 366.10)            |
| Vlothoer Bergland (364.12) Hohenhausener Bergland (364.15) Heidelbecker Höhen (364.21)           | Vlothoer Weserdurchbruch (366.01)                | Hausberger Hügel- und Bergland (366.10)                                                  |
| Krankenhagener Kuppen (364.20) Rumbecker Höhen (364.24) Halvestorfer Hügelland (364.25)          | Rintelner Talweitung (366.02)                    | Hausberger Hügel- und Bergland (366.10) Steinbergener Lößhang (nach Steinbergen; 366.11) |
| Hamelner Berge (364.27) Ärzener Talmulde (364.26) Grohnder Berge (364.28)                        | Hamelner Talweitung (366.03)                     | Fischbecker Berge (378.14) Hachmühlener Becken (378.22) Esperder Bergland (377.00)       |
| Grohnder Berge (364.28)                                                                          | Kirchohsener Talung (368.0)                      | Esperder Bergland (377.00)                                                               |
| Ottensteiner Platten (365.2) Schwalenberger Höhen (364.37) Fürstenauer Berge (361.01)            | Bodenwerder Tal (368.1)                          | Esperder Bergland (377.00) Eschershausener Triaskämme (377.02) Vogler (371.00/371.01-N)  |
| Fürstenauer Berge (361.01) Nieheim-Brakeler Bergland (361.00) Bever-Diemel-Kalkbergland (361.02) | Holzmindener Wesertal (nach Holzminden; 367[.0]) | Burgberg (371.01-S) Solling (370.0)                                                      |
| Hofgeismarer Rötsenke (343.4) Reinhardswald (370.4)                                              | Weser- durchbruchstal (ab Hann. Münden; 370.3)   | Solling (370.0) Kuppiger Solling (370.1) Bramwald (370.5)                                |

### Gebirge

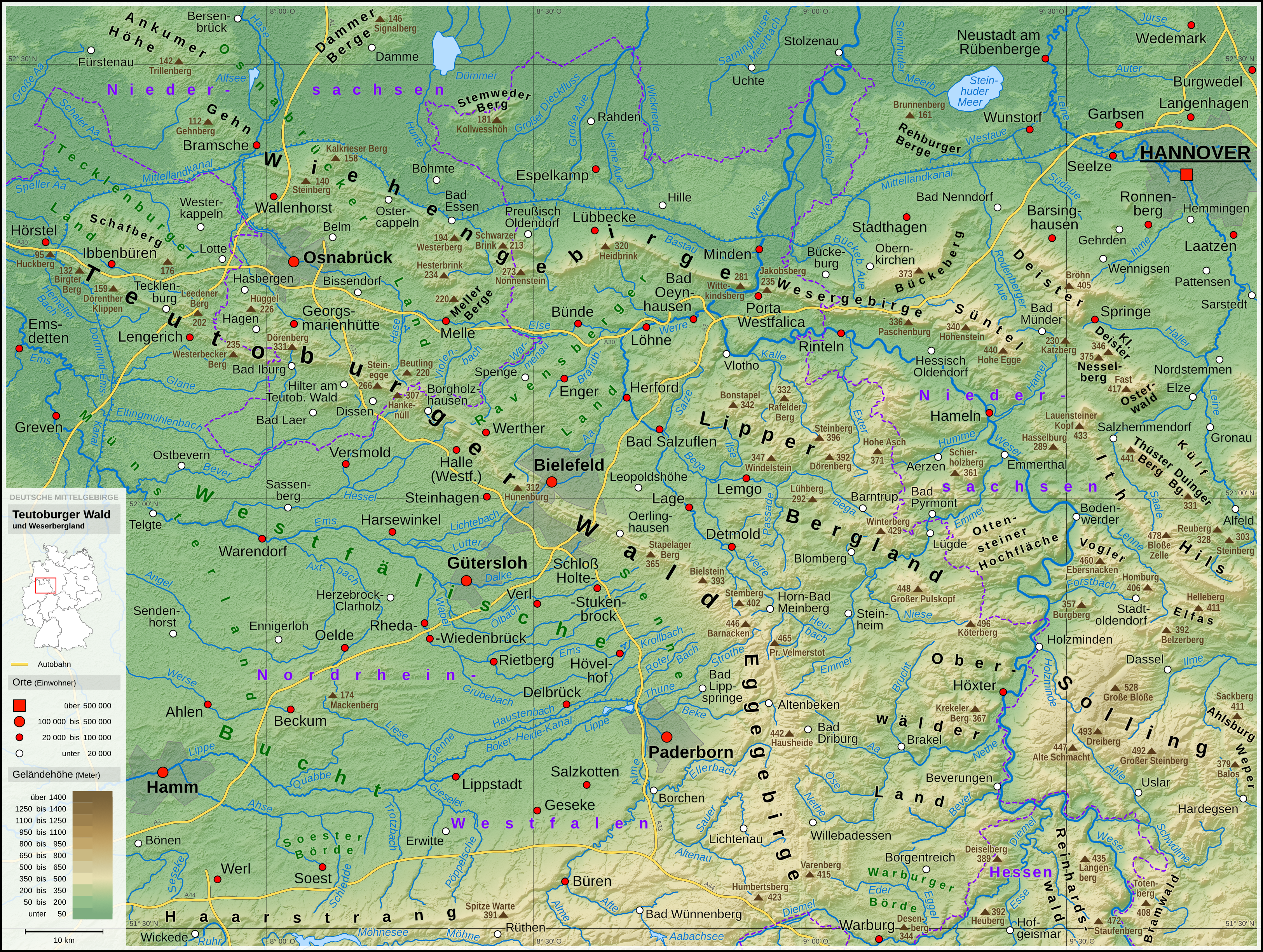
Die Höhenzüge des Weserberglandes mit dem in Nord-Süd-Richtung verlaufenden Tal der Weser

Das obere Wesertal wird insbesondere von diesen bekannteren Mittelgebirgslandschaften in Süd-Nord-Richtung (von unten nach oben zu lesen, Höhe je über NHN) begleitet:
| Linksseitig: | Rechtsseitig: |
| --- | --- |
| - Wiehengebirge (bis 320 m) - Lipper Bergland (bis 496 m) - Pyrmonter Bergland (bis 376 m) - Oberwälder Land (bis 392 m) - Reinhardswald (bis 472 m) | - Wesergebirge (bis 336 m) - Süntel (2. Reihe; bis 440 m) - Ith (2. Reihe; bis 439 m) - Vogler (bis 460 m) - Burgberg (bis 357,5 m) - Solling (bis 528 m) - Bramwald (bis 408 m) |

Die Weser entsteht durch den Zusammenfluss von Fulda und Werra in Hann. Münden im Süden auf einer Höhe von 116,5 m und verlässt die Porta Westfalica auf etwa 40 m Höhe. Holzminden wird auf etwa 82 m durchflossen, womit der Fluss von der 11 km entfernten Großen Blöße im Solling um rund 446 m Höhe überragt wird, vom 9 km entfernten Köterberg im Lipper Bergland um etwa 414 m. Hameln wird auf etwa 60 m verlassen, wodurch die Weser von der 7 km entfernten Hohen Egge im Süntel um rund 380 m überragt wird.

## Städte
Städte im oberen Wesertal sind Hann. Münden, Bad Karlshafen, Beverungen, Höxter, Holzminden, Bodenwerder, Hameln, Hessisch-Oldendorf, Rinteln, Vlotho, Bad Oeynhausen und Porta Westfalica.

## Kultur und Infrastruktur
Mehrere Touristenstraßen begleiten das Wesertal: die Deutsche Märchenstraße, die Wesertalstraße, die Deutsche Fachwerkstraße und die Straße der Weserrenaissance. Das Tal wird von mehreren Eisenbahnstrecken gekreuzt, unter anderem in Hann. Münden, Wehrden, Höxter und Emmerthal. Ab Hameln an der Bahnstrecke Hannover–Altenbeken führt die Weserbahn nahe dem Fluss nach Löhne, wo Anschluss zur Bahnlinie Bielefeld–Minden besteht. Zuvor wird südwestlich der Weserdurchbruch bei Porta Westfalica passiert.
Ein langer Abschnitt des rund 500 km messenden Weserradwegs verläuft zumeist parallel durch das obere Wesertal.
Auch der Weser-Skywalk ist in touristischer Hinsicht interessant.